# Dieter Hoeneß
Dieter Hoeneß (Ulm, 7. siječnja 1953.), bivši je njemački nogometaš.

## Karijera
Dieter Hoeneß je kao amater nastupao za VfB Ulm i SSV Ulm 1846, a profesionalnu je karijeru započeo u VfB Stuttgartu. Nakon Stuttgarta, prešao je u minhenski Bayern, gdje je i imao najuspješniju karijeru. S klubom je osvojio pet prvenstava (1980., '81., '85., '86., '87.) i tri kupa (1982., '84., '86.). Inače napadač, Hoeneß je u klupskoj karijeri postigao 127 pogodaka u 258 ligaška nastupa. Karijeru je završio 1987. godine.
Od 1979. do 1986., Dieter Hoeneß je šest puta zaigrao za Zapadnu Njemačku, i postigao 4 pogodaka. S reprezentacijom je igrao i na Svjetskom prvenstvu 1986., gdje je s njom završio na drugom mjestu. Postavio je rekord za najstarijeg natjecateljem finala SP-a, s 33 godine i 173 dana.
Nakon završene karijere, Hoeneß je postao menadžer za odnose s javnošću tvrtke Commodore, tada glavnog sponzora Bayern München. Između 1990. i 1995. godine, postao je komercijalni/generalni menadžer VfB Stuttgarta. Godine 1996. postaje potpredsjednik berlinske Herthe. U Herthi je godinu kasnije postao komercijalni/generalni menadžer, što je radio sve do 7. lipnja 2009. godine.

## Privatni život
Dieter Hoeneß je brat Uli Hoeneßa, koji je također bio uspješan igrač u Bundesligi, i koji je danas komercijalni/generalni menadžer Bayern Münchena.

## Nagrade i uspjesi
Bayern München
- Bundesliga: 1979./80., 1980./81., 1984./85., 1985./86., 1986./87.
- Njemački kup: 1982., 1984., 1986.
- Kup prvaka: Doprvak 1982., 1987.

Zapadna Njemačka
- FIFA SP: Doprvak 1986.

## Vanjske poveznice
- Statistika na Fussballdaten.de (njem.)